# B trolibusz (Słupsk)
A słupski B jelzésű trolibusz a Rzymowskiego és a Hubalczyków között közlekedett. A viszonylatot a Miejski Zakład Komunikacji w Słupsku üzemeltette. A járműveket a Kopernika kocsiszín állította ki. 1986. november 11-én indultak meg a trolibuszok a vonalon. A trolibuszjárat 1999 májusában megszüntetésre került. Szerepét a 16-os busz vette át.

## Útvonala
| Hubalczyków felé | Rzymowskiego felé |
| --- | --- |
| Rzymowskiego – 11 Listopada – Szczecińska – Tuwima – Deotymy – Wałowa – Zamkowa – Garncarska – Wiejska – Bohaterów Westerplatte – Hubalczyków | Hubalczyków – Bohaterów Westerplatte – Wiejska – Garncarska – Zamkowa – Jagiełły – 9 Marca – Tuwima – Szczecińska – 11 Listopada – Rzymowskiego |